# Wola Tłomakowa
Wola Tłomakowa – wieś w Polsce położona w województwie łódzkim, w powiecie sieradzkim, w gminie Goszczanów.
| SIMC    | Nazwa      | Rodzaj    |
| ------- | ---------- | --------- |
| 0703842 | Trzebienie | część wsi |

W latach 1975–1998 miejscowość administracyjnie należała do województwa sieradzkiego.